# Kneževina Wales
Kneževina Wales (velško: Tywysogaeth Cymru), zgodovinska vladavina v letih od 1216 do 1542.
Kneževina je na svojem višku, v letih 1267–1277, obsegala dve tretjine današnjega Walesa. Večino časa je bila "pridružena ali združena" z angleško krono. Nekaj generacij, konkretno od ustanovitve leta 1216 do leta 1284, ko je angleški kralj Edvard I. dokončno osvojil Wales, pa je bila de facto neodvisna, čeprav je njen vladar, velški knez, prisegel fevdalno zvestobo angleškemu kralju.
Kneževina je bila formalno ustanovljena leta 1216 na zboru v Aberdyfiju; leta 1218 jo je v worcesterskem sporazumu med Llywelynom Velikim Velškim in Henrikom III. priznal tudi angleški kralj. Sporazum je bil odraz politične realnosti v 13. stoletju in je določil odnos med velško kneževino in anžujskim kraljestvom; kneževina je ohranila veliko stopnjo samostojnosti, med drugim svoj tradicionalni, dobro uveljavljeni pravni red - Hywelov zakon (Cyfraith Hywel) in vse bolj sofisticiran dvor dinastije Aberffraw. Čeprav je velški knez moral priseči fevdalno zvestobo angleškemu kralju, je bila kneževina praktično neodvisna in je imela v angleškem kraljestvu podoben status kot škotsko kraljestvo. Zagotavljala je vse potrebne elemente za razvoj velške državnosti.
Neodvisnost kneževine pa se je končala, ko jo je v letih 1277–1283 zavzel angleški kralj Edvard I. Z rhuddlanskim zakonom je bila kneževina pridružena ozemlju angleške krone. Leta 1301 so kronska ozemlja na severu in zahodu Walesa postala del apanaže angleških prestolonaslednikov, ki so dobili naziv »valižanski princ«. Kadar je princ postal kralj, sta se dežela in naslov ponovno spojila s krono. V času pridruženega stanja so se Valižani dvakrat uprli (1372–1378, 1400–1415) in zahtevali knežji naslov zase, obakrat neuspešno.
Z zakonom o Walesu, sprejetem v letih 1535–1542, je dežela postala del angleškega kraljestva, katerega uprava in pravni red sta se razširila tudi na Wales. Odtlej ni niti ozemeljske niti ustavne osnove za označevanje velškega ozemlja s kneževino. Vseeno se termin v nekaterih neformalnih okoliščinah še vedno uporablja za opis dežele in kot častni naziv velški princ.